# Gypona paraguayensis
Gypona paraguayensis är en insektsart som beskrevs av Delong och Triplehorn 1978. Gypona paraguayensis ingår i släktet Gypona och familjen dvärgstritar. Inga underarter finns listade i Catalogue of Life.